# 柽柳梅
柽柳梅是桃金娘科柽柳梅属的模式种，也叫松红梅、御柳梅、鱼柳梅、细子木、薄子木，原产新西兰以及澳大利亚东南部。柽柳梅是常绿灌木，花似梅，叶似松，植株似柽柳（日语中称为御柳、鱼柳），常作观赏植物栽培，有红、粉、白、单瓣、重瓣等各类品种。

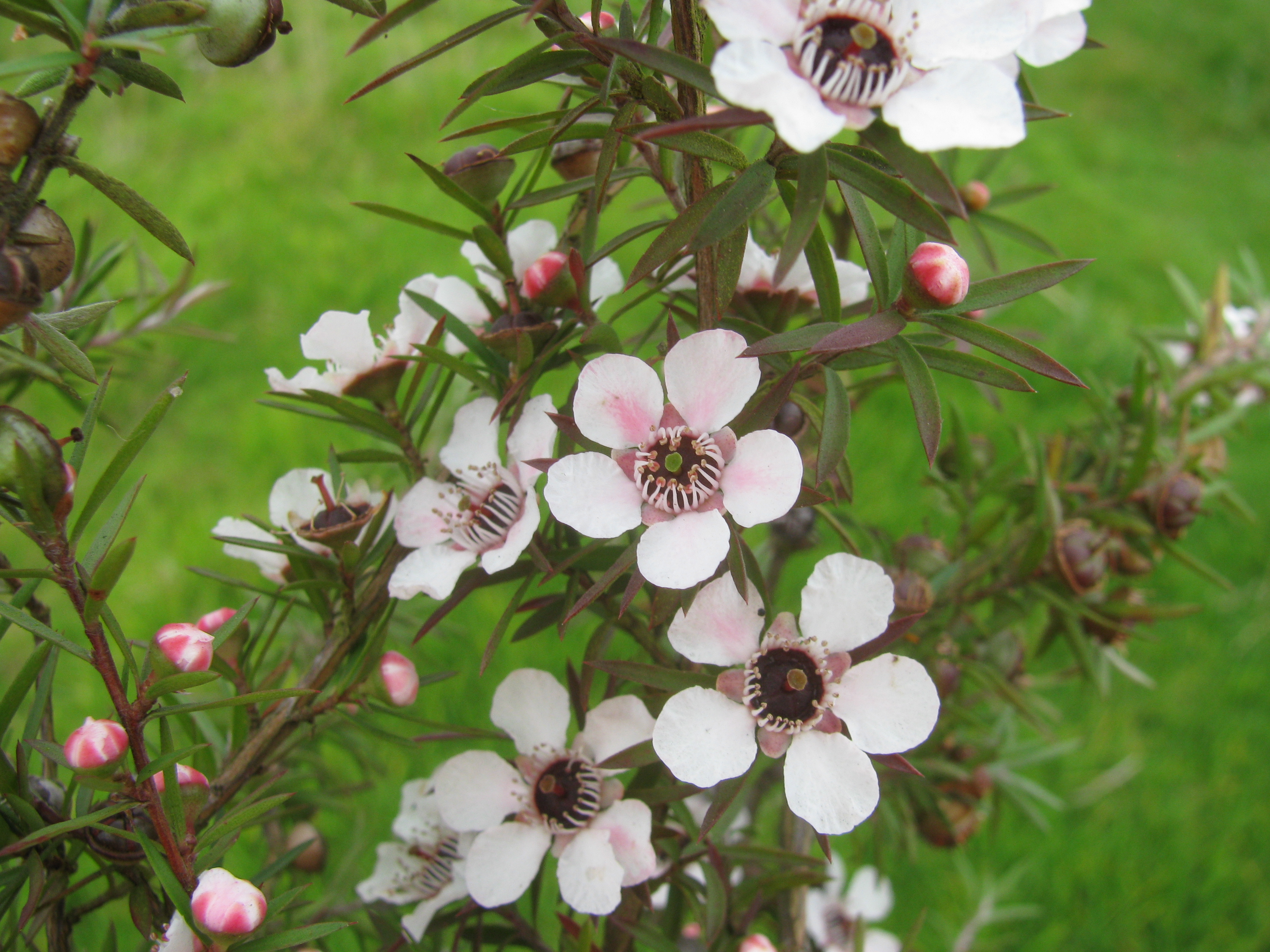
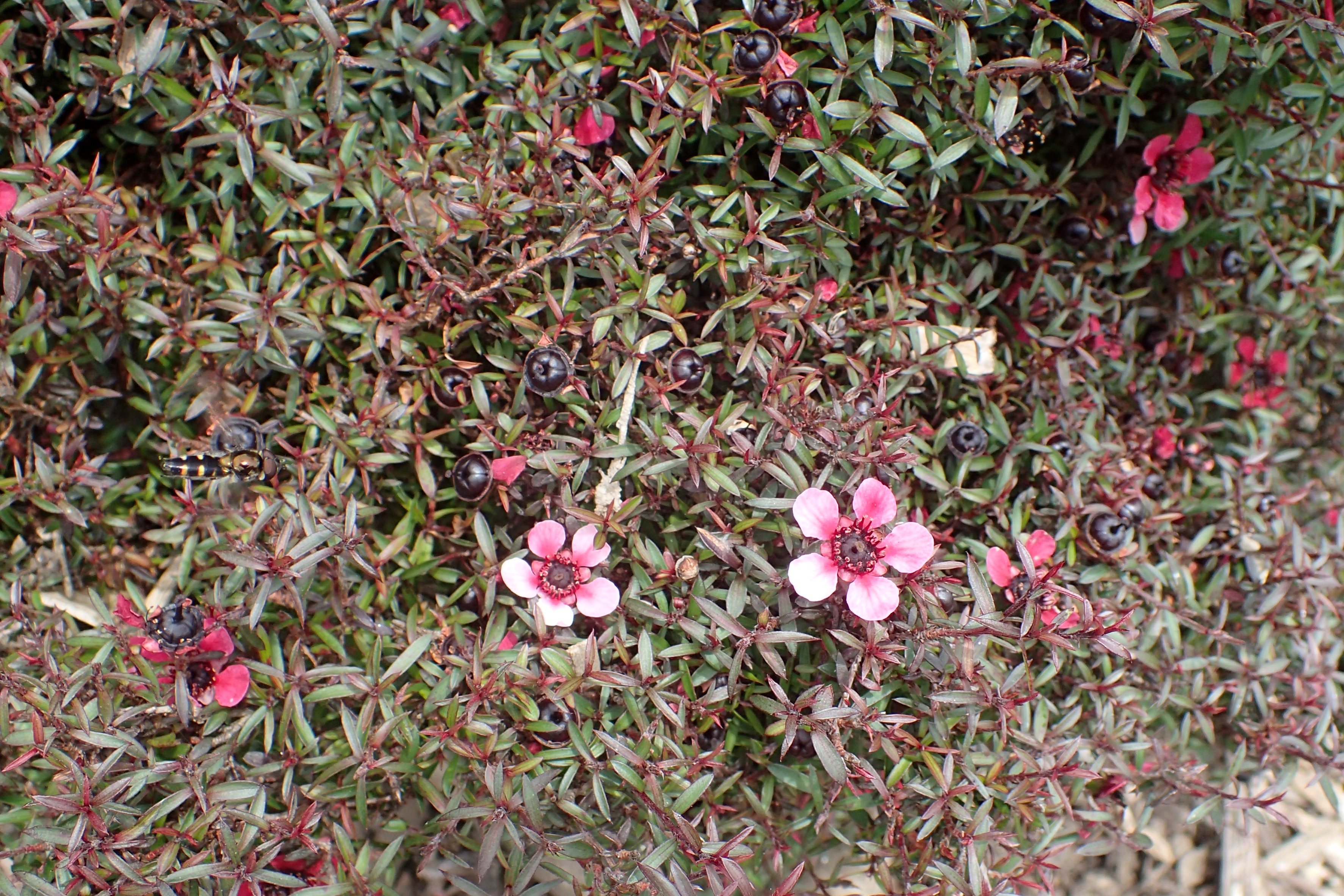
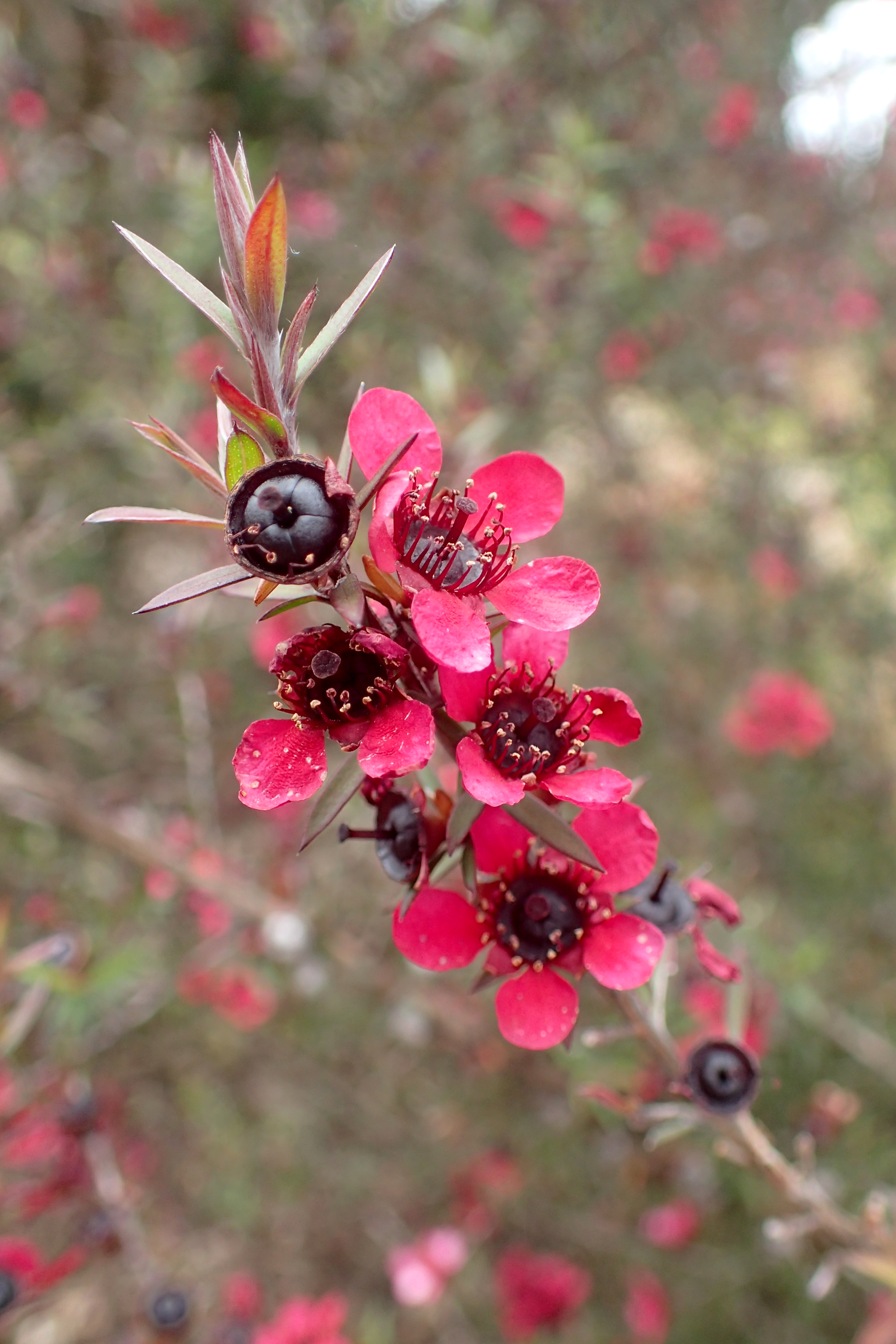
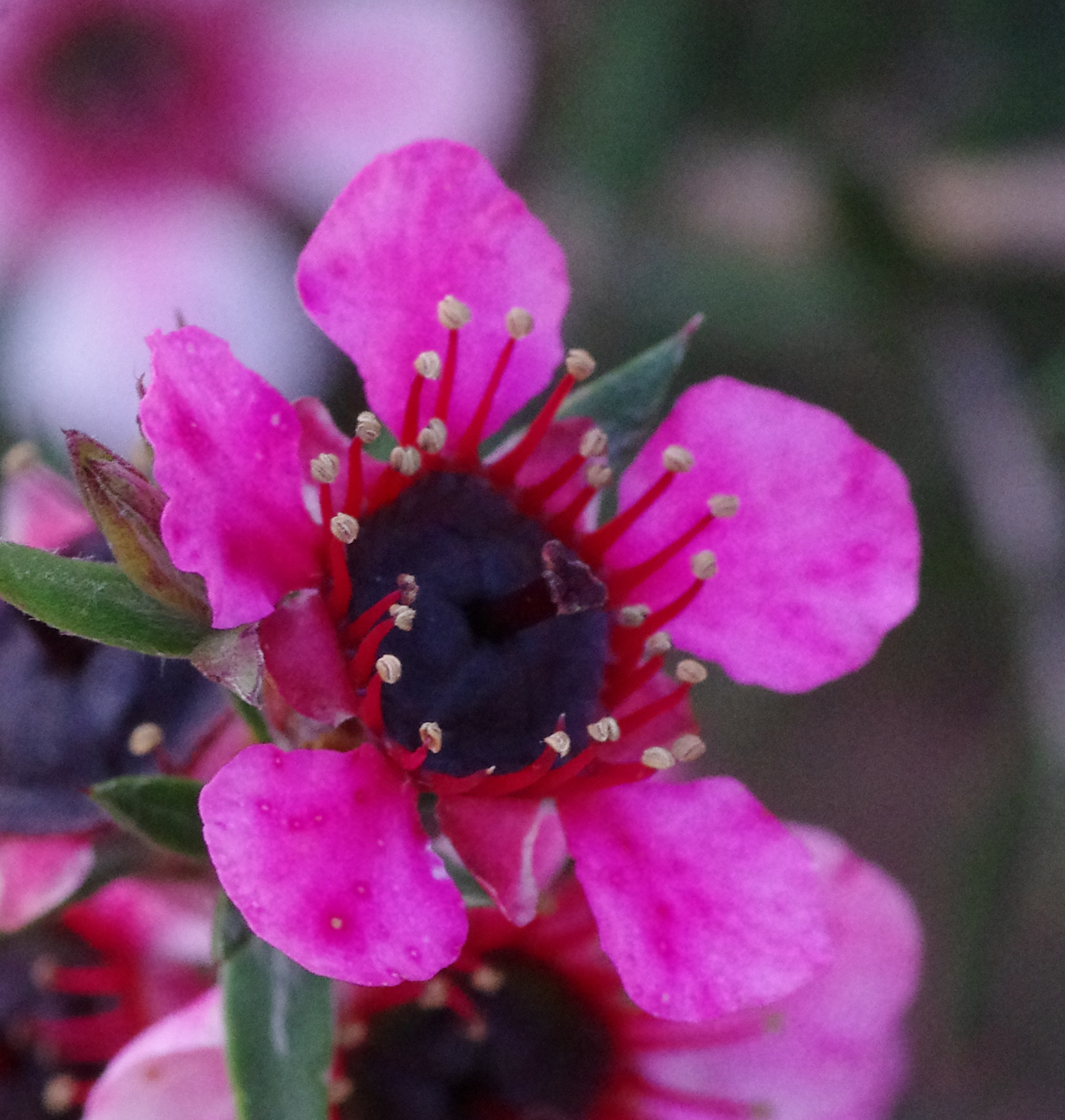
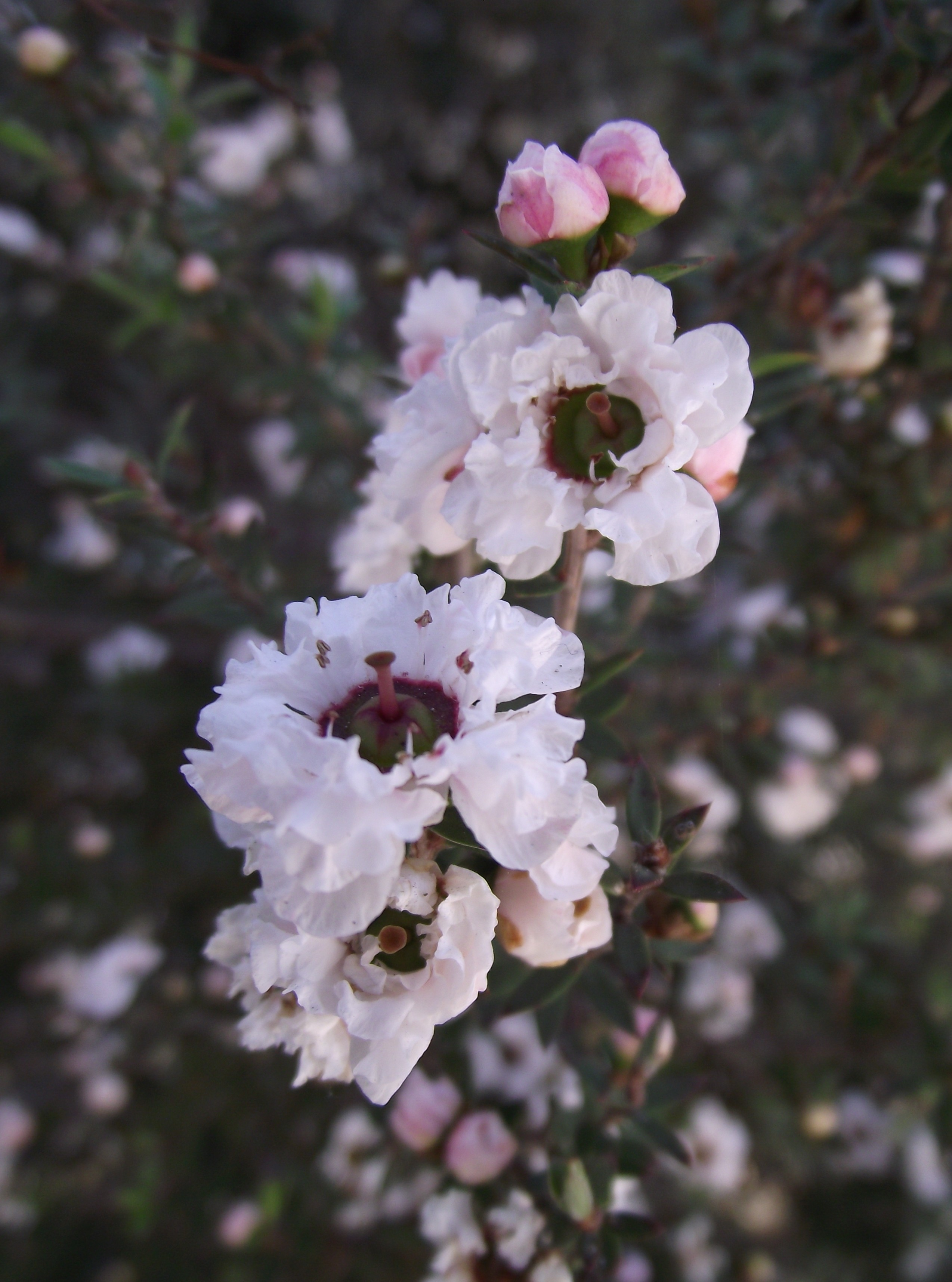
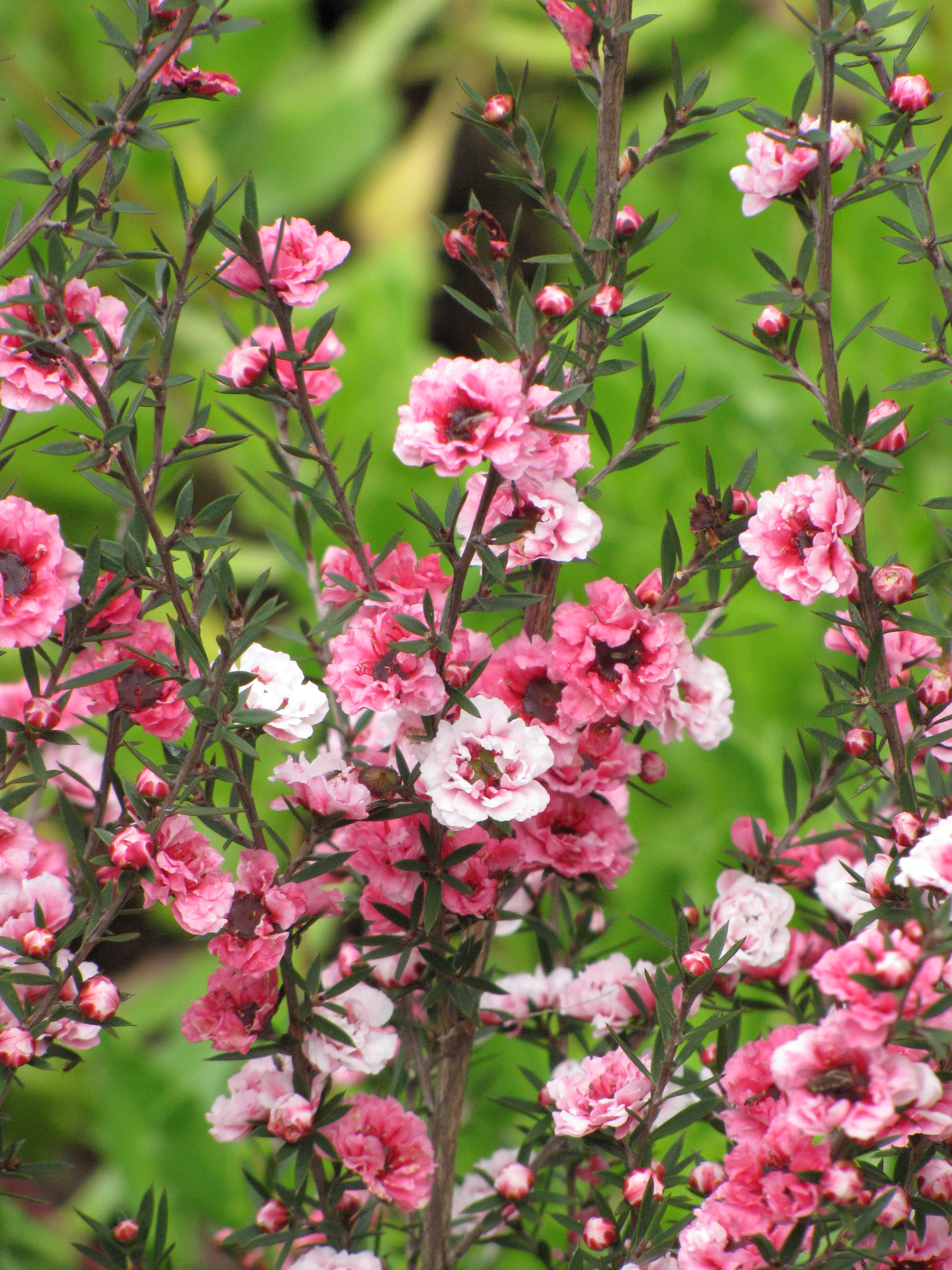
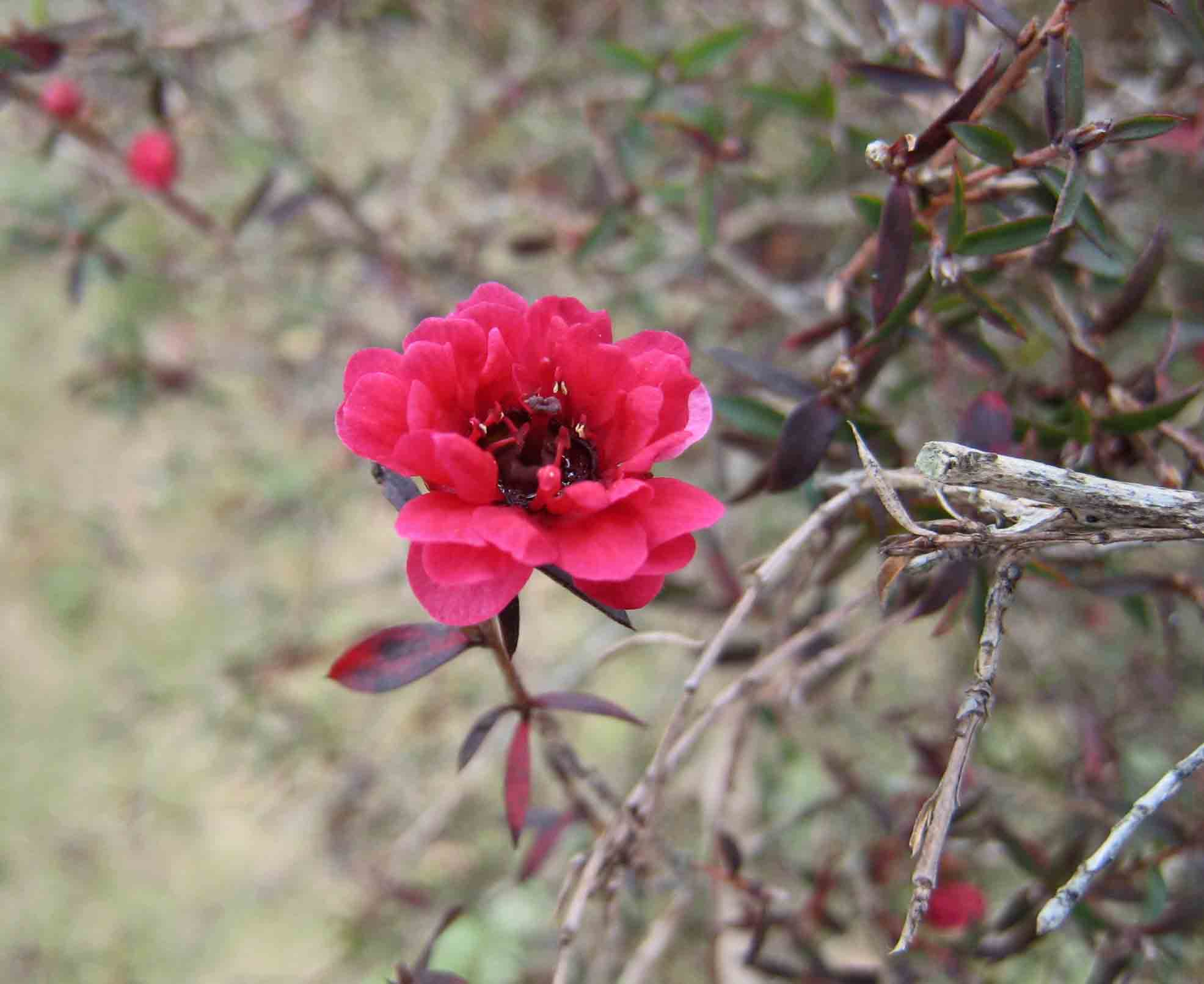